# چیلاپا د آلوارز
چیلاپا د آلوارز (به اسپانیایی: Chilapa de Álvarez) از شهرهای کشور مکزیک است که در ایالت گوئرو قرار دارد و جمعیت آن طبق سرشماری سال ۲۰۱۰ میلادی ۱۱۹٬۱۸۸ نفر بوده است.
هر ماه اوت در شهر چیلاپا د آلوارز در جنوب غرب مکزیک جشنواره‌ای به نا تیگرادا برگزار می‌شود که در آن مردم محل از ایزد، تپه‌یولوتل، درخواست باران و محصول فراوان کشاورزی می‌کنند. اهالی این درخواست را از طریق پوشیدن نقاب‌های جگوار و جامه‌های خالدار و راهپیمایی در خیابان انجام می‌دهند. 